# Píllaro
Píllaro är en ort i Ecuador.   Den ligger i provinsen Tungurahua, i den centrala delen av landet, 100 km söder om huvudstaden Quito. Píllaro ligger 2 787 meter över havet och antalet invånare är 7 462.
Terrängen runt Píllaro är huvudsakligen kuperad, men österut är den bergig. Runt Píllaro är det ganska glesbefolkat, med 39 invånare per kvadratkilometer. Närmaste större samhälle är Ambato, 11,4 km sydväst om Píllaro. I omgivningarna runt Píllaro växer i huvudsak städsegrön lövskog.